# Hespera
Hespera (лат.) — род жуков-листоедов (Chrysomelidae) из подсемейства Galerucinae, трибы земляные блошки (Alticini). Представители рода встречаются в восточной Палеарктике, Юго-Восточной Азии и Африке (около 30 видов в Афротропике).

## Описание
Мелкие жуки (около 5 мм) желтовато-коричневого цвета. Переднеспинка опушенная мелкими волосками. Обладают прыгательными задними ногами с утолщёнными бёдрами. Усики 11-члениковые (3-й сегмент короче первого). Первый членик лапок задних ног короче половины длины голени. Питаются растениями (в Африке отмечены на Anacardiaceae, Ericaceae).

## Классификация
- Hespera abdominalis Wang in Wang & Yu, 1997
- Hespera aenea Chen, 1984
- Hespera aeneocuprea Chen & Wang, 1986
- Hespera aeneonigra Chen & Wang, 1986
- Hespera angusticollis Chen & Wang, 1986
- Hespera auricuprea Chen & Wang, 1986
- Hespera bhutanensis Scherer, 1979
- Hespera bipilosa Chen, 1984
- Hespera biswasi Basu, 1985
- Hespera brachyelytra Chen, 1984
- Hespera chagyabana Chen & Wang, 1981
- Hespera coeruleipennis Chen, 1984
- Hespera dasytoides Medvedev, 1992
- Hespera elegans Medvedev, 1993
- Hespera excavata Chen & Wang, 1986
- Hespera flaviventris Medvedev, 1997
- Hespera flavodorsata Chen, 1984
- Hespera fulvipes Chen & Wang, 1986
- Hespera fulvohirsuta (Chen, 1987)
- Hespera glabriceps Chen, 1984
- Hespera glabricollis Chen, 1984
- Hespera gracilicornis Chen & Wang, 1986
- Hespera gyirongana Chen & Wang, 1986
- Hespera impressicollis (Chen, 1987)
- Hespera lijiangana Chen & Wang, 1986
- Hespera longicornis Scherer, 1979
- Hespera medogana Chen & Wang, 1986
- Hespera melanoptera Chen & Wang, 1986
- Hespera melanosoma Chen, 1984
- Hespera mimica Medvedev, 1993
- Hespera nepalica Medvedev, 2003
- Hespera nigriceps Medvedev, 1992
- Hespera nitidicollis Chen, 1984
- Hespera nitididorsata Chen & Wang, 1986
- Hespera philippinica Medvedev, 1993
- Hespera pubiceps Chen & Wang, 1986
- Hespera puncticeps Chen, 1984
- Hespera sangzhiensis Wang in Wang & Yu, 1993
- Hespera schawalleri Medvedev, 1990
- Hespera sericea Weise, 1889
- Hespera sparsa (Wang, 1992)
- Hespera strigiceps Kimoto, 2001
- Hespera univestis Chen & Wang, 1986
- Hespera varicolor Chen & Wang, 1986